# Aditrochus chilensis
Aditrochus chilensis är en stekelart som beskrevs av Sergio M.Ovruski 1993. Aditrochus chilensis ingår i släktet Aditrochus och familjen puppglanssteklar. Inga underarter finns listade i Catalogue of Life.